# 津野町
津野町（つのちょう）は、高知県中西部に位置する町。四万十川の源流点があることで知られる。町内の四国カルスト・天狗高原 自然休養林は、森林セラピー基地にも認定されている。

## 地理

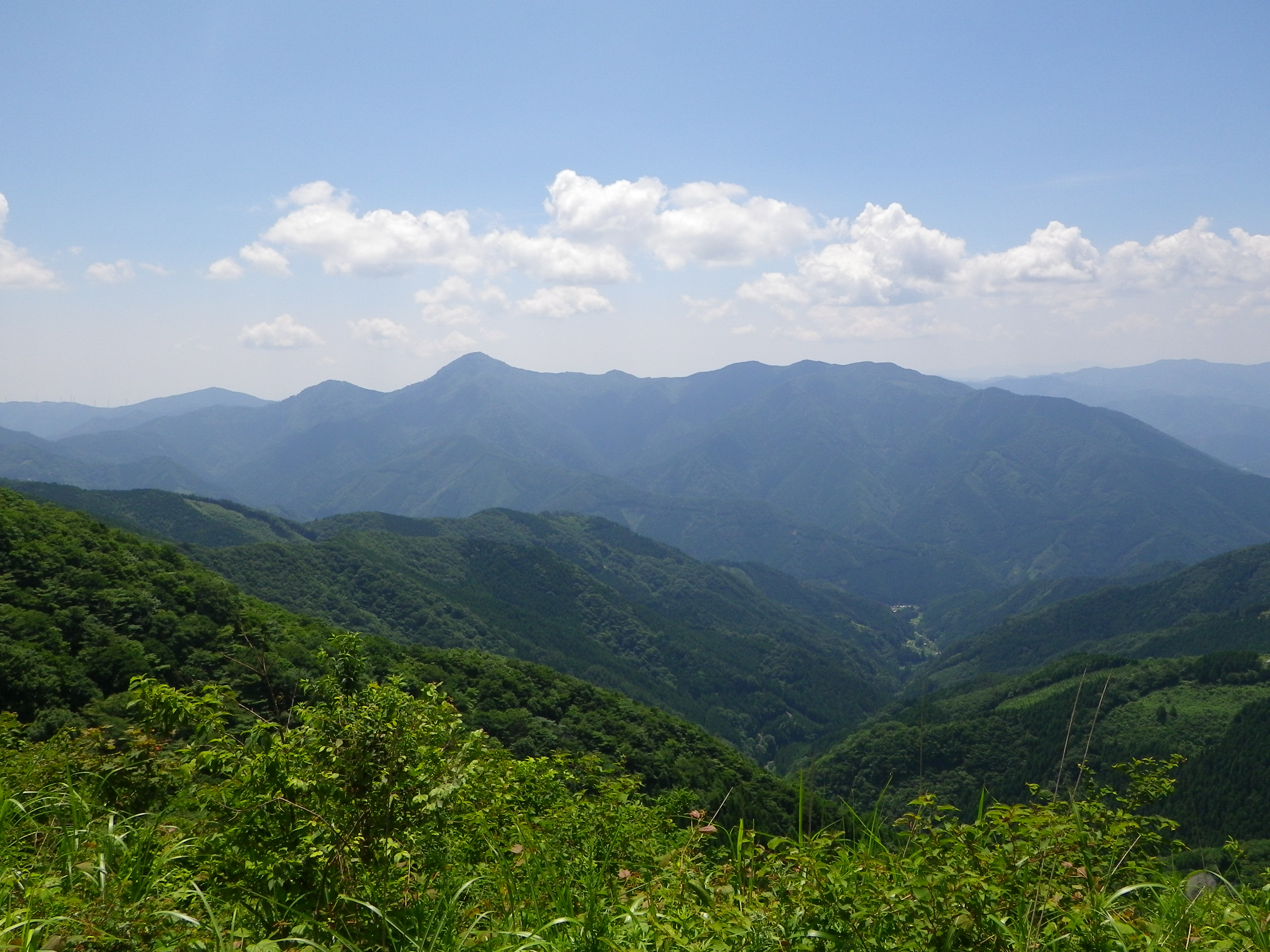
不入山

### 地形

#### 山地
主な山
- 不入山
- 蟠蛇森
- 天狗高原（四国カルスト）
- 五段高原（四国カルスト）

#### 河川
主な川
- 四万十川
- 北川川
- 新荘川

### 人口
| |                                        |  |
| 津野町と全国の年齢別人口分布（2005年） | 津野町の年齢・男女別人口分布（2005年） |  |
| ■紫色 ― 津野町 ■緑色 ― 日本全国 | ■青色 ― 男性 ■赤色 ― 女性              |  |
| 津野町（に相当する地域）の人口の推移 \| 1970年（昭和45年） \| 9,626人 \| \| \| 1975年（昭和50年） \| 8,838人 \| \| \| 1980年（昭和55年） \| 8,712人 \| \| \| 1985年（昭和60年） \| 8,354人 \| \| \| 1990年（平成2年） \| 8,000人 \| \| \| 1995年（平成7年） \| 7,554人 \| \| \| 2000年（平成12年） \| 7,258人 \| \| \| 2005年（平成17年） \| 6,862人 \| \| \| 2010年（平成22年） \| 6,407人 \| \| \| 2015年（平成27年） \| 5,794人 \| \| \| 2020年（令和2年） \| 5,291人 \| \| |                                        |  |
| 総務省統計局 国勢調査より |                                        |  |
| 1970年（昭和45年） | 9,626人                                |  |
| 1975年（昭和50年） | 8,838人                                |  |
| 1980年（昭和55年） | 8,712人                                |  |
| 1985年（昭和60年） | 8,354人                                |  |
| 1990年（平成2年） | 8,000人                                |  |
| 1995年（平成7年） | 7,554人                                |  |
| 2000年（平成12年） | 7,258人                                |  |
| 2005年（平成17年） | 6,862人                                |  |
| 2010年（平成22年） | 6,407人                                |  |
| 2015年（平成27年） | 5,794人                                |  |
| 2020年（令和2年） | 5,291人                                |  |

### 隣接自治体
高知県
- 須崎市
- 吾川郡仁淀川町
- 高岡郡中土佐町、佐川町、越知町、檮原町、四万十町

愛媛県
- 上浮穴郡久万高原町

## 歴史

### 沿革
明治

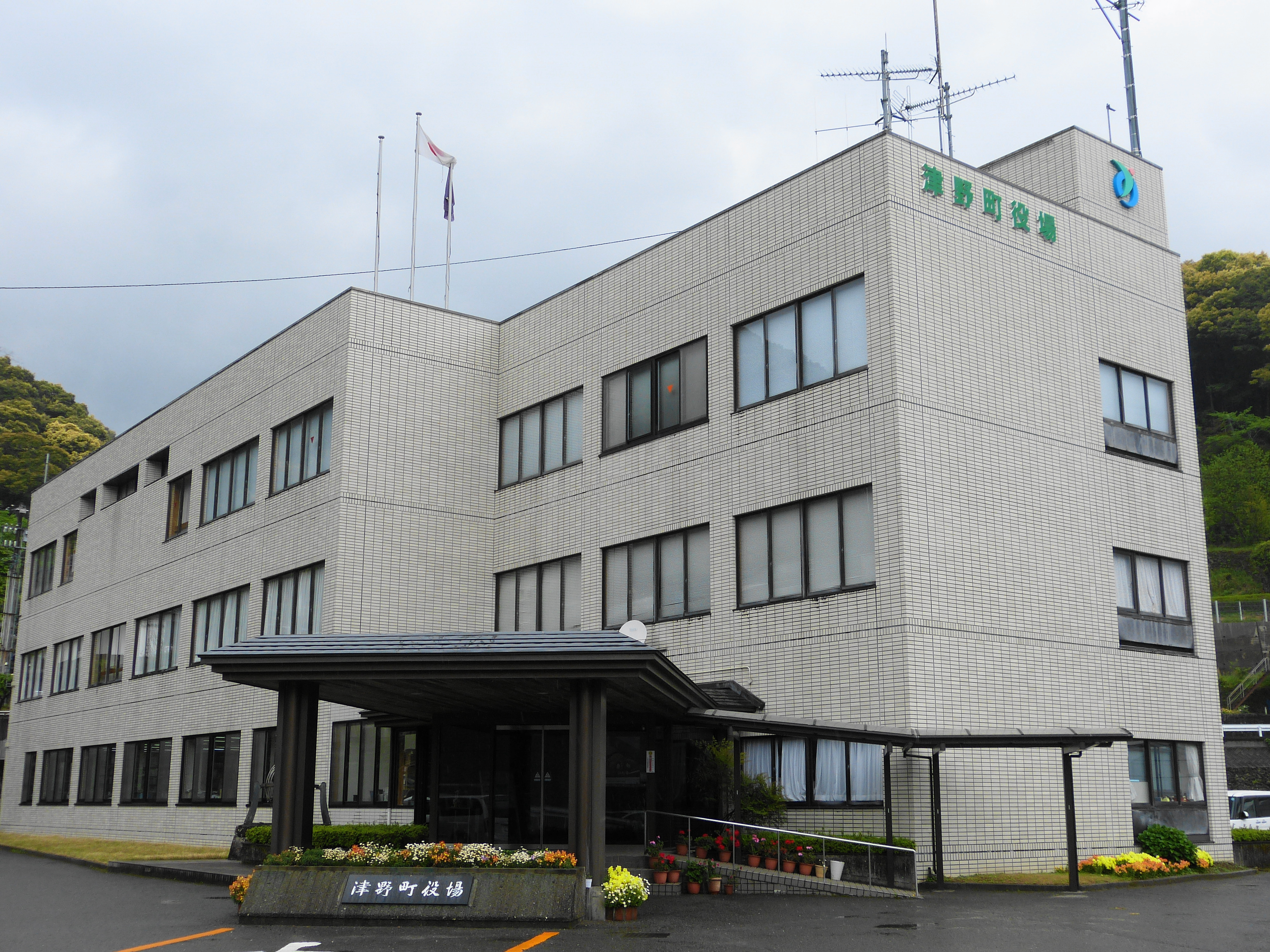
旧津野町役場（2014年）

- 1889年（明治22年）4月1日 - 町村制施行に伴い高岡郡に以下の3村が成立。
  - 上半山村 ← 赤木村、杉ノ川村、白石村、大野村、黒川村
  - 下半山村 ← 窪川村、貝ノ川村、三間ノ川村、姫之野村、新土居村、樺ノ川村、西谷村、永野村
  - 東津野村 ← 船戸村、芳生野村、北川村

昭和
- 1956年（昭和31年）9月30日 - 上半山村と下半山村が合併して葉山村となる。

平成
- 2005年（平成17年）2月1日 - 葉山村と東津野村が合併し津野町が発足。

令和
- 2025年（令和7年）5月7日 - 町役場が高岡郡津野町永野225番地1の新庁舎に移転[1][2]。

## 政治

### 行政

#### 首長
町長
- 町長：池田 三男（いけだ　みつお）
  - 2021年（令和3年）2月27日就任。現在4期目。

## 施設

### 警察
- 須崎警察署東津野駐在所・葉山駐在所

### 消防
- 高幡消防組合須崎消防署津野山分署
  - 津野山分署葉山出張所

## 対外関係

### 姉妹都市・提携都市

#### 海外
2020年現在、姉妹提携都市は無い。

#### 国内
提携都市
- 訓子府町（北海道 常呂郡) 2001年（平成13年）5月8日 姉妹町提携。

- 東吉野村（近畿地方 奈良県 吉野郡） 2007年（平成19年）4月18日 姉妹村提携。

その他
- 森林セラピー基地
  - 2008年（平成20年）4月 森林セラピー基地認定。

## 経済
主力な産業は農業と林業である。朝晩の寒暖差が大きく、霧が出やすい気候を活かし、町内各地で茶の生産が盛んである。近年は津野山茶としてブランド化しており、「満天の星大福」や「津野山ビール」といった関連商品も多数存在している。

### 産業
主な産業
- 農業
- 林業

## 教育

### 中学校
町立
- 津野町立東津野中学校
- 津野町立葉山中学校

### 小学校
町立
- 津野町立中央小学校
- 津野町立精華小学校
- 津野町立葉山小学校

## 交通

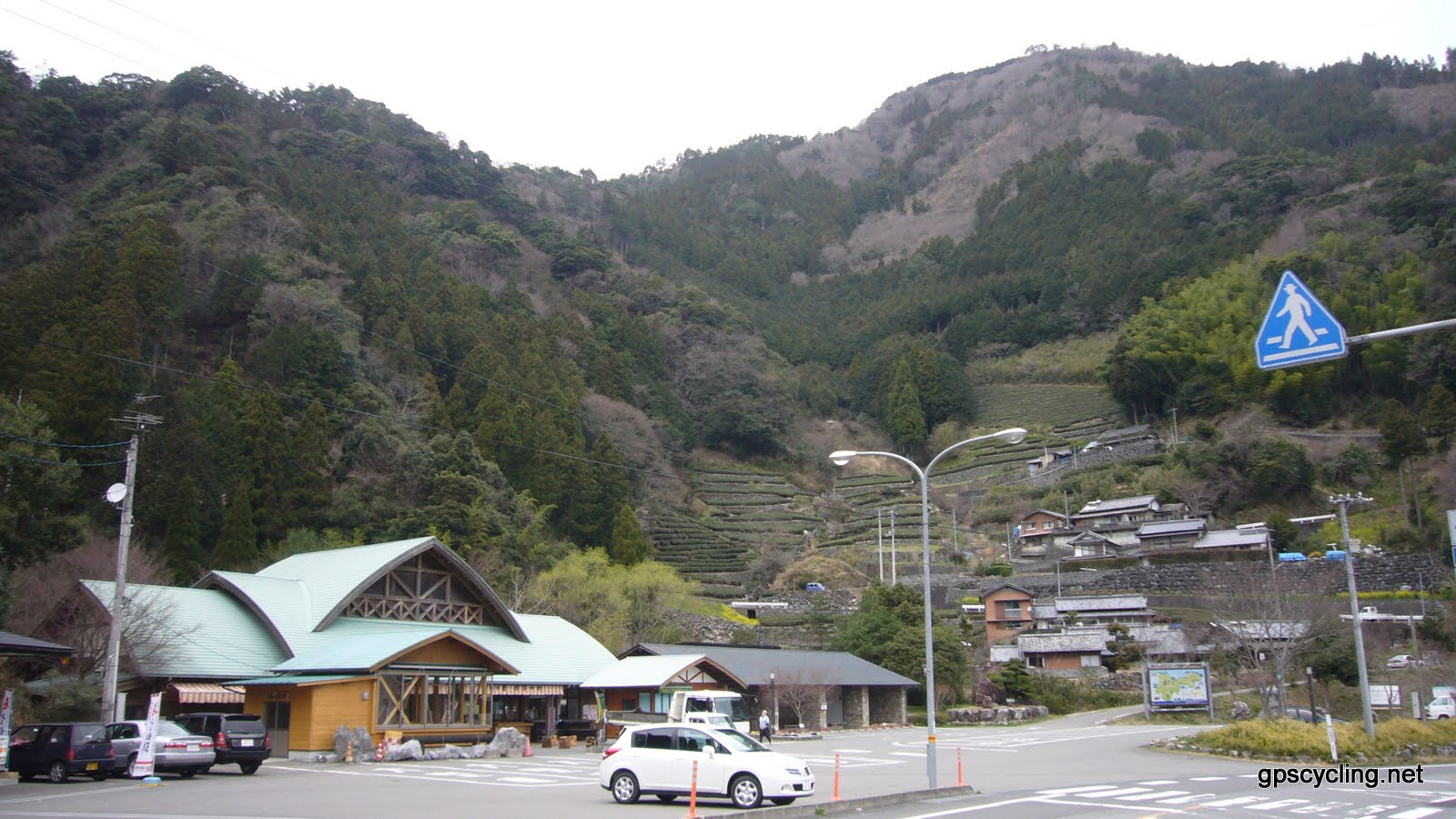
道の駅布施ヶ坂と周辺の集落・茶園

- 町内に鉄道は通っていない。隣の須崎市内を通るJR四国土讃線の各駅が当町に近い。最寄り特急停車駅は須崎駅。須崎駅および土佐新荘駅から路線バスが出ている。
- 空港は高知龍馬空港が最寄り。空港に直通する公共交通機関はない。

### 路線バス
- 高知高陵交通 - とさでん交通グループ（旧高知県交通の地域子会社）。須崎市と檮原町を結ぶ路線が当町の旧葉山村域・旧東津野村域を経由する。
  - 須崎出張所 - 須崎駅前 - 新荘駅前 - 葉山小学校前 - 津野町役場本庁舎前 - 布施ヶ坂公園 - 津野町役場西庁舎前 - 高野 - ゆすはら営業所 - 梼原町役場
- 津野町コミュニティバス「つのバス」- 東地区（旧葉山村内）と西地区（旧東津野村内）に分かれて運行する。

### 道路

#### 国道
- 国道197号
- 国道439号

#### 県道
主要地方道
- 高知県道19号窪川船戸線
- 高知県道48号四国カルスト公園線

一般県道
- 高知県道304号上郷梼原線
- 高知県道317号荻中須崎線
- 高知県道377号大野見葉山線
- 高知県道378号仁淀東津野線
- 高知県道383号四国カルスト公園縦断線

#### 林道
- 東津野城川林道

### 道の駅
- 道の駅布施ヶ坂

## 観光

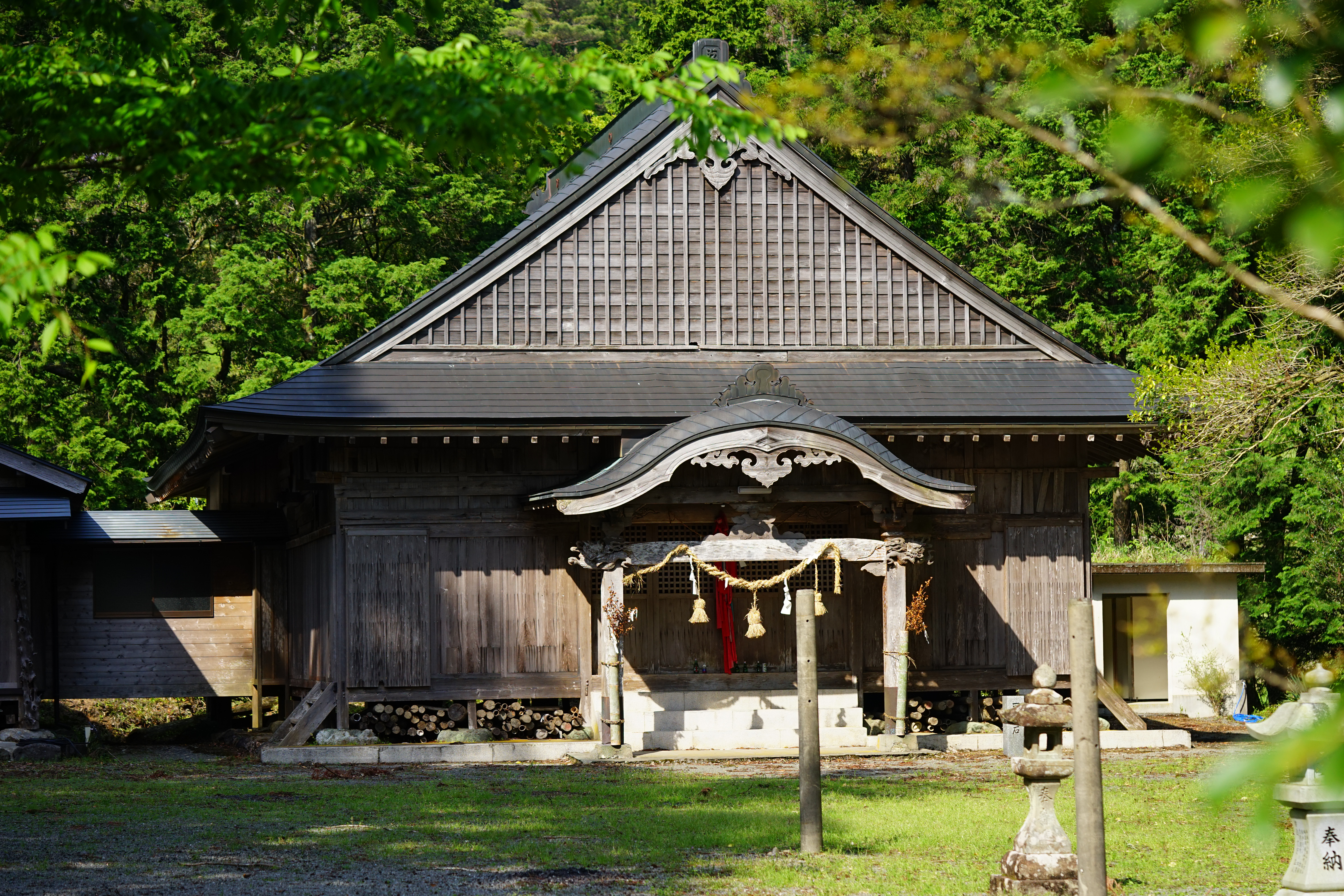
河内五社神社

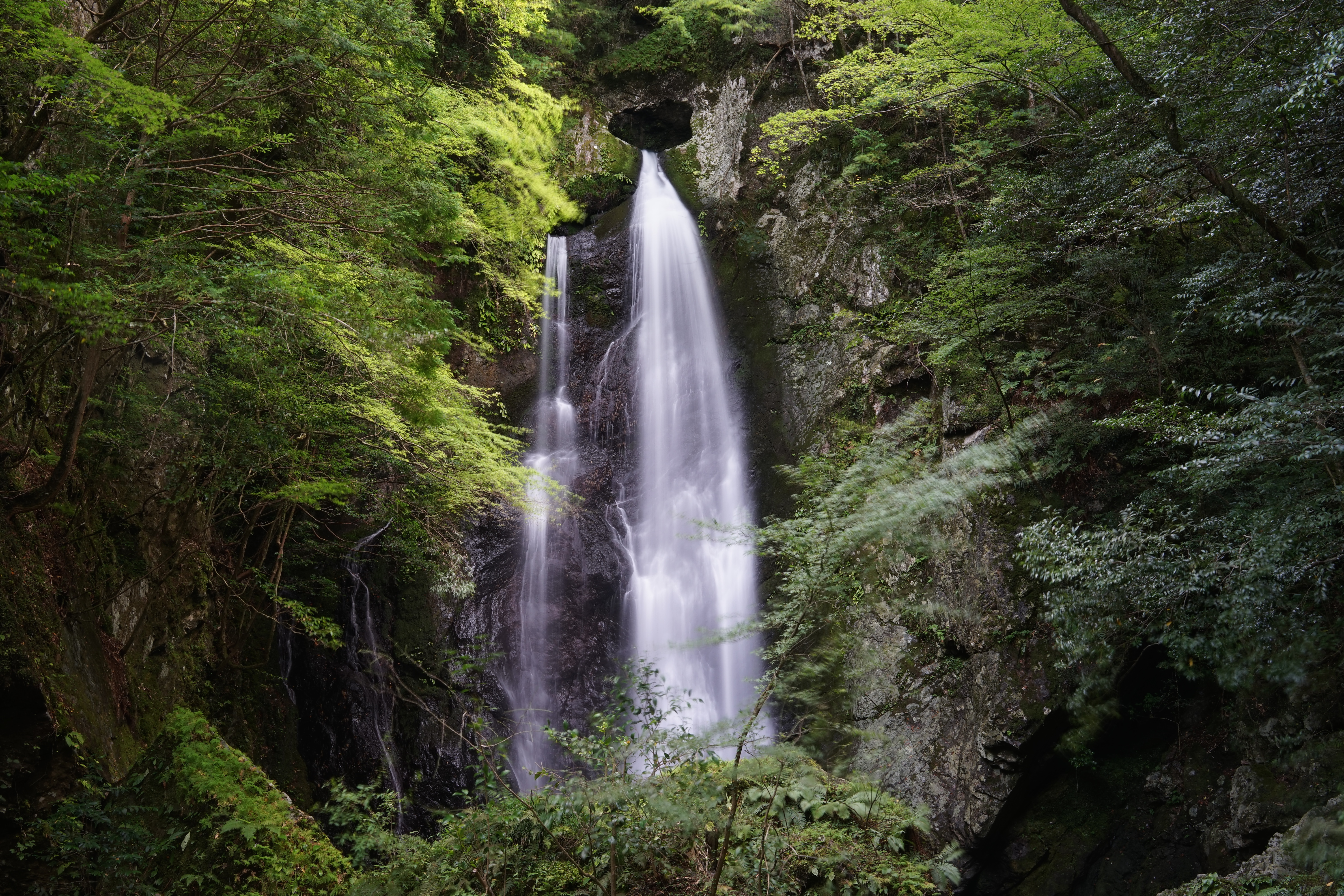
長沢の滝

### 名所・旧跡

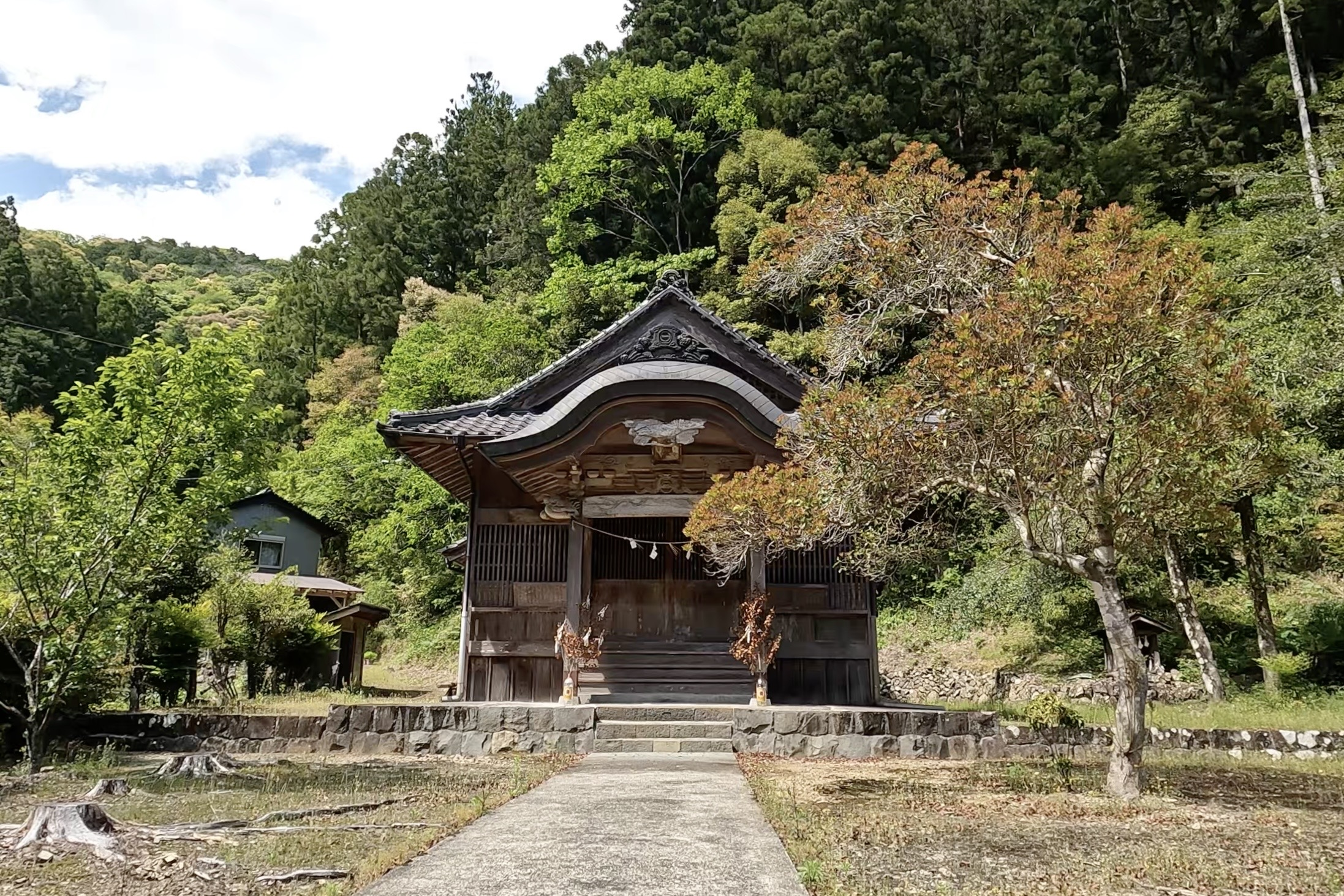
有宮神社

主な城郭
- 姫野々城：町史跡。

主な神社
- 河内五社神社
- 三嶋神社
- 諏訪神社
- 津野神社
- 有宮神社有宮神社

### 観光スポット
名所
- 四国カルスト・天狗高原
- 四万十川源流点（不入山）
- 満天の星[4]
- 葉山風力発電所（1,000kW風車×20基）
- 葉山の蔵
- 長沢の滝
- フォレストアドベンチャー・高知[5]
- 農村交流施設 森の巣箱農村交流施設「森の巣箱」

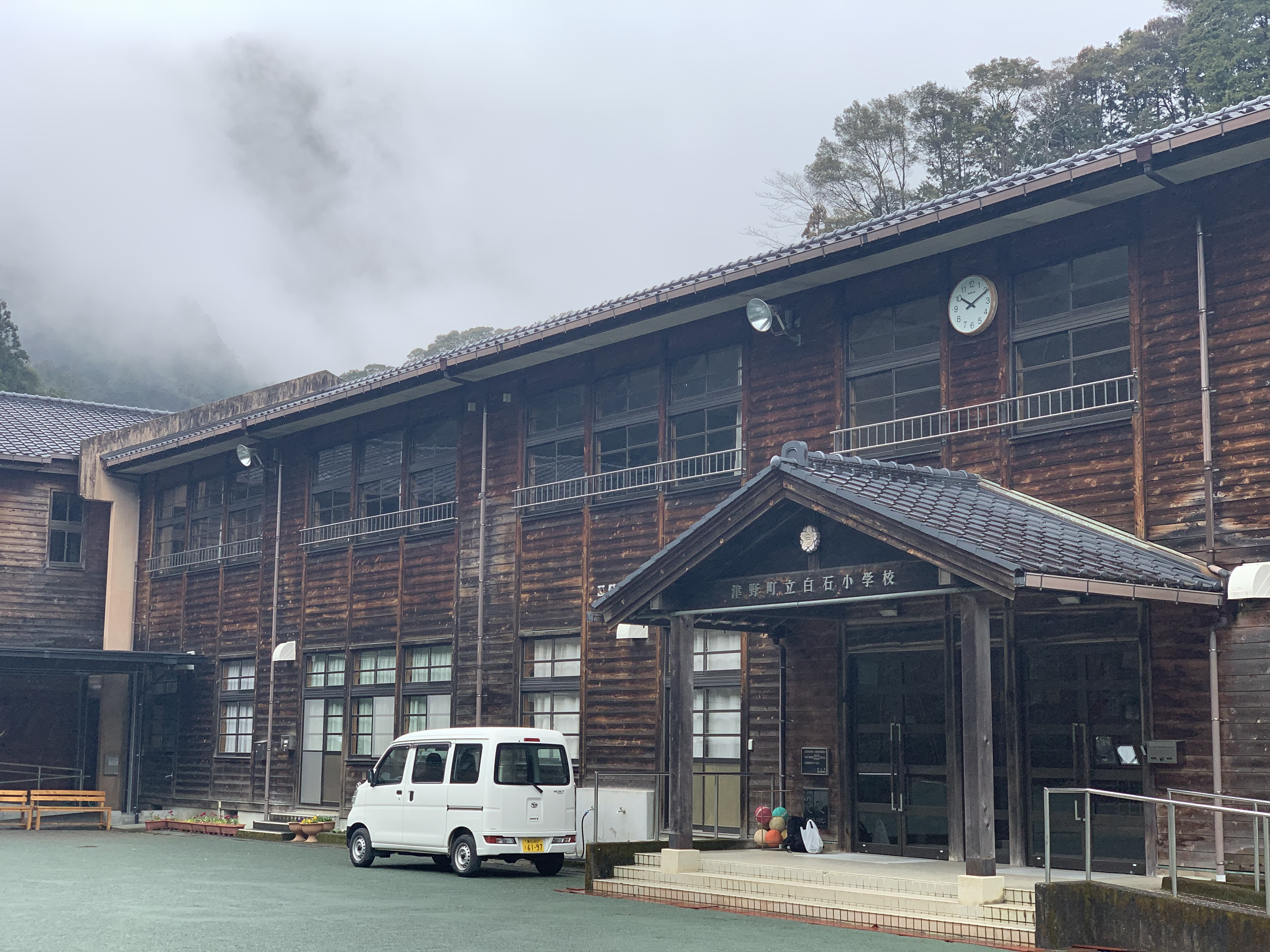
集落活動センターしらいし

- 早瀬の一本橋[6]

集落活動センター
- 集落活動センター「奥四万十の郷」[7]
- 集落活動センターしらいし

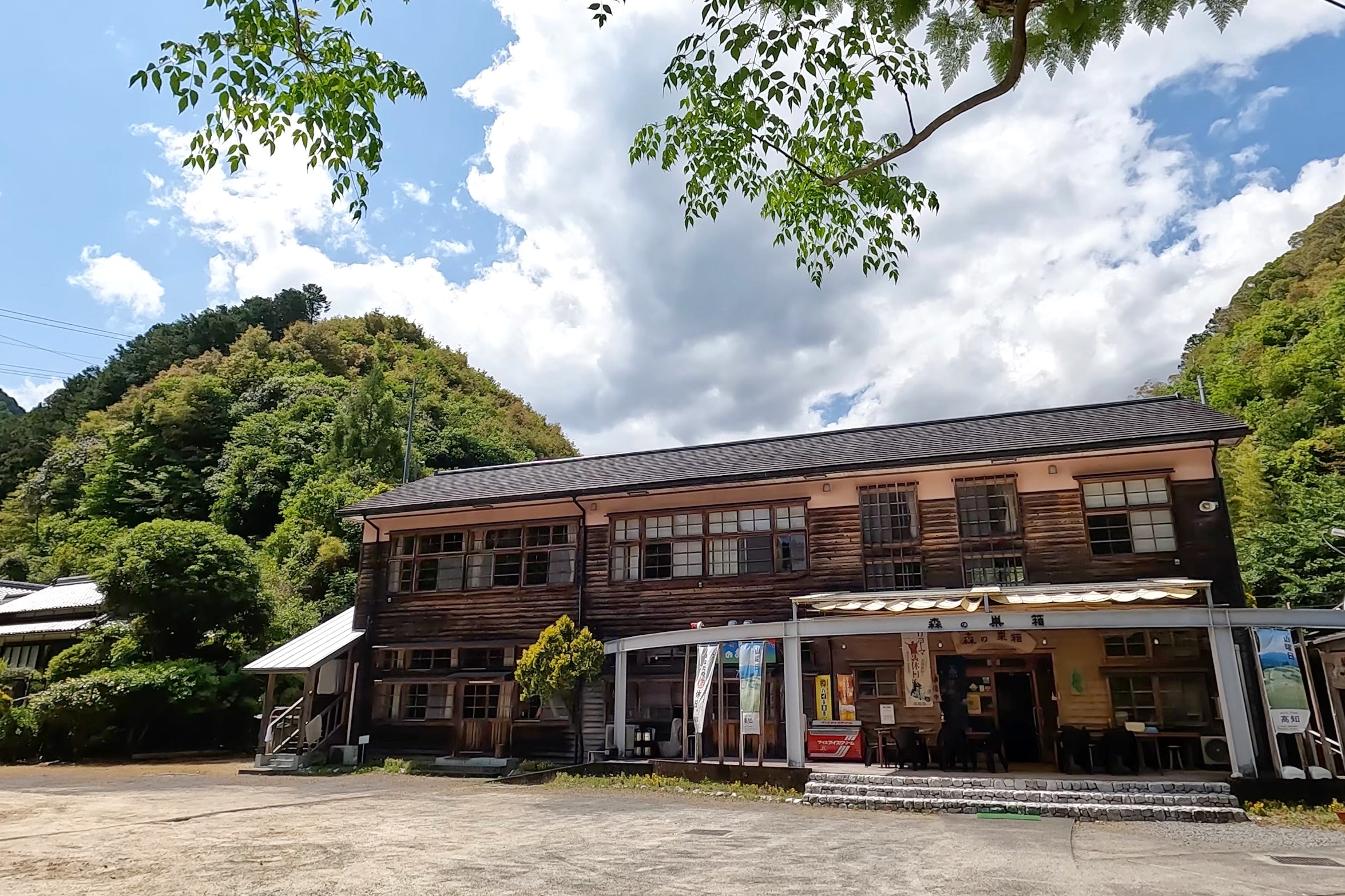
農村交流施設「森の巣箱」

- 集落活動センターふなと集落活動センターしらいし

## 文化・名物

### 祭事・催事

#### 祭事
- 津野山古式神楽
  - 毎年、11月15日に河内五社神社、11月16日に三嶋神社、11月19日に諏訪神社にて奉納される。国の記録作成等の措置を講ずべき無形の民俗文化財（選択無形民俗文化財）に選択されている[8]。
- 花取り踊り（土佐の太刀踊）
  - 毎年、10月28日三島神社祭、10月29日津野神社祭、11月4日神社祭に奉納される。高知県指定無形民俗文化財に指定されている[9]。

#### 催事
- 龍馬脱藩の道　健康ウォーキング葉山街道

### 名産・特産
- 津野山茶（土佐茶）

## 出身関連著名人

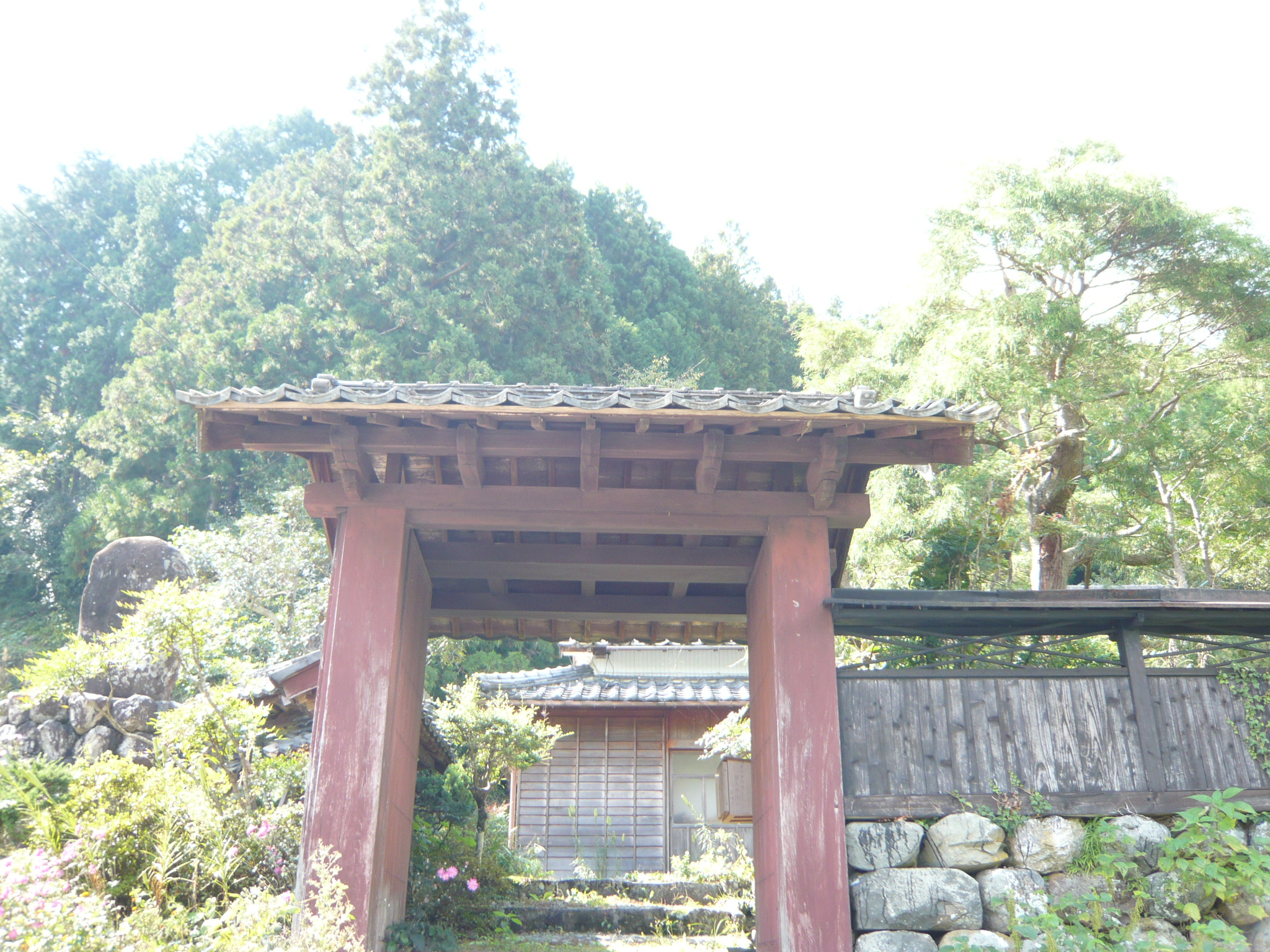
吉村寅太郎生家の門

- 義堂周信（室町時代の禅僧）
- 絶海中津（室町時代の禅僧）
- 吉村寅太郎（幕末期の志士）
- 片岡直輝（実業家、政治家）
- 片岡直温（実業家、政治家）
- 古味直志（漫画家）
- ちっぴぃちゃんズ（お笑い芸人）